# الحرس القديم
Old Guardنابليون

## الحرس القديم
الحرس القديم: يطلق هذا الاسم على عناصر النخبة من المخضرمين في الحرس الإمبراطوري لنابليون، وكان يعتبر أكثر تشكيل مرموق في جيش نابليون.
شكل الحرس القديم من الجنود المخضرمين الذين خدموا في جيش نابليون منذ حملاته العسكرية الأولى، ويعتقد بأن نابليون قام بنفسه باختيار أعضاء الحرس القديم بناء على الصفات البدنية، وكان أبرزها أن يكون الطول فوق المتوسط، كانت قامتهم المهيبة محط إعجاب الأعداء والحلفاء على حدا سواء. تعتبر الخدمة في الجيش لعدة سنوات والشجاعة من أحد الأسس التي تأخذ في عين الاعتبار عند ضم الوحدات العسكرية في صفوف الحرس القديم.

### الامتيازات
```
استفاد أعضاء الحرس القديم من امتيازات مختلفة، حيث كانت أجور الجنود أعلى من كل الوحدات العسكرية في الحرس الإمبراطوري لنابليون، ومن الامتيازات التي كانت تمنح لأعضاء الحرس القديم دون سواهم هي الحرية في التعبير عن سخطهم دون أي قيود، وقد اشتهر رماه القنابل في الحرس القديم بـ«المتذمرون» وذلك بسبب تذمرهم من المشاكل المستمر من الحياة العسكرية حتى في حضور نابليون كما كان يفعل بعض الضباط، أكسبت سمعة الحرس القديم الثقة لدى نابليون مما ساعد في خلق مساحة من الصراحة والانفتاح، هذاالنوع من التصرفات قد يعاقب عليه بشكل عنيف لو بدر من أي عضو من الوحدات العسكرية الأخرى.
```

## نهاية الحرس القديم
حل الحرس القديم على يد التحالف السادس في عام 1814 مع بقية الحرس الإمبراطوري، ومن ثم أعيد تشكيلة خلال عودة نابليون من المنفى في عام 1815 وخاض معركة واترلو، وفي شهر أغسطس من عام 1815، أمر ليوس الثامن عشر بإلغاء الحرس الإمبراطوري وفي شهر ديسمبر تم حل كل أفواج الحرس القديم، وانتهى الأمر بالحرس السابقين بأن انخرطوا في أمكان مختلفة بعد حل وحداتهم، وقد تم تنجيد بعضهم في جيش الملك، أغلبهم عاش حياته وهم تحت مراقبة شرطة الباربون، وعندما عاد جثمان نابليون إلى فرنسا في عام 1840 , استعرض الكثير من أعضاء الحرس القديم الذي مازالوا على قيد الحياة مرتدين بزاة عسكرية رثة.

## الاستخدام الحديث لعبارة الحرس القديم
تستخدم عبارة «الحرس القديم» في الوقت الحاضر في فرنسا عند الحديث عن الأتباع القدامى لسياسي معين وهي تحمل معنى أقل ما يقال عنه أنه يدل على التحقير، ويتم أيضا تداول هذه العبارة بكثرة في أوساط الصحفيين السياسيين
كثر في الآونة الأخيرة استخدام عبارة «الحرس القديم» خاصة في الدول العربية التي تشهد ثورات شعبية، ويقصد بهذا التعبير كبار المسئولين الذين ظلوا فترة طويلة في العمل السياسي حيث عرف عنهم عدائهم ورفضهم لمشاريع الإصلاح وإقصاء الجيل الصاعد من ممارسة العمل السياسي.